# Švedska ženska rukometna reprezentacija
Švedska ženska rukometna reprezentacija predstavlja državu Švedsku u športu rukometu.
Krovna organizacija:

## Nastupi naEP
1994.: 7. mjesto

1996.: 8. mjesto

1998.: ...

2000.: ...

2002.: 15. mjesto

2004.: 14. mjesto

2006.: 6. mjesto

2008.: 9. mjesto

2010. 2. mjesto

2012. 8. mjesto

2014. 3. mjesto

2016.: 8. mjesto

2018.

## Zanimljivosti
Za švedsku reprezentaciju 2000-ih nastupa igračica hrvatskog podrijetla (iz Žerave, sela u zadarskom zaleđu), Tereza Utković, igračica IK Savehofa.